# Lluís Muntan Engberg
Lluís Muntan Engberg, espeleòleg, neix a Barcelona el 3 d'agost del 1936. Soci del Grup d'Exploracions Subterrànies (GES) i del Club Muntanyenc Barcelonès. Col·laborà en la confecció dels tres volums del Catàleg espeleològic del Garraf i en la revista Speleon. L'any 1997 va rebre la medalla Forjador de la Història Esportiva de Catalunya.